# Vasco Vieira de Almeida
Vasco Alexandre Vieira de Almeida (Lisboa, 11 de abril de 1932) é um advogado português.

## Biografia
Obteve a licenciatura em Direito e o Curso Complementar de Ciências Político-Económicas, na Faculdade de Direito da Universidade de Lisboa.
Tornou-se advogado em 1961, após estagiar com Mário Castro, iniciando de seguida uma carreira na área da banca — seria diretor-geral do Banco Português do Atlântico (1970-1972) e presidente do Conselho de Administração do Crédito Predial Português (1972-1974), quando esta instituição bancária é detida por Jorge de Brito e Jorge Gonçalves Pereira, que em dezembro de 1973, cederia a sua posição a Manuel Boullosa. Foi igualmente administrador da Câmara de Comércio Britânica (1967-1969), vice-presidente (1969) da Câmara de Comércio Alemã e administrador da Câmara de Comércio Italiana (1970). 
Durante a juventude, foi militante do MUD Juvenil e apoiante da candidatura de Arlindo Vicente à Presidência da República, em 1958 — candidato próximo do Partido Comunista Português que viria a desistir em favor de Humberto Delgado na sequência do Pacto de Cacilhas —, atividades que o levaram a ser perseguido e detido pela PIDE.
Imediatamente a seguir ao 25 de abril de 1974 seria nomeado delegado da Junta de Salvação Nacional junto da banca e, com a constituição do I Governo Provisório, nomeado Ministro das Finanças e da Agricultura, exercendo essas funções entre 15 de maio e 15 de julho de 1974, como ministro da Coordenação Económica. Demitir-se-ia do governo (tal como Francisco Sá Carneiro e Mário Firmino Miguel) em solidariedade com Adelino da Palma Carlos, que decidiu demitir-se da chefia do governo em virtude do chumbo pelo Conselho de Estado da proposta de realizar eleições diretas presidenciais antes da Constituinte. No ano seguinte, em 1975, seria Ministro da Economia do governo de transição de Angola. Quando deixou esse cargo foi durante cerca de um ano embaixador itinerante do Governo de Portugal (1976).
Retomando a sua carreira profissional, dedicou-se exclusivamente à advocacia nos anos seguintes. O seu escritório, iniciado em 1976, daria origem à fundação da sociedade de advogados Vieira de Almeida & Associados, sediada em Lisboa.
Voltou a ser administrador da Câmara de Comércio Alemã (1977-1980) e foi, ainda, conselheiro jurídico honorário da Embaixada do Reino Unido em Portugal (1980-1990).
Filho do professor Francisco Vieira de Almeida, cunhado de José Fonseca e Costa e de Cucha Carvalheiro, ex-compadre de Carlos do Carmo e avô de Carolina Patrocínio.
A 7 de novembro de 2023, foi agraciado com o grau de Grã-Cruz da Ordem da Liberdade.